# Лопез (острво)
Лопез (острво) (енгл. Lopez Island) је острво САД које припада савезној држави Washington. Површина острва износи 77 km². Према попису из 2000. на острву је живело 2177 становника.